# Le Steph show
Le Steph show est une émission de télévision québécoise animée par Stéphane Bellavance et diffusée depuis le 1er octobre 2009 sur VRAK.TV.

## Concept
Lors de l'enregistrement devant public, l'animateur Stéphane Bellavance reçoit des invités (à sa façon bien sûr!), participe à des sketchs en compagnie de comédiens complices, lance des défis aux jeunes présents, joue de la musique avec son homme-orchestre. Bref, vous l'aurez compris, il s'adonne à une foule d'activités toutes plus originales et déjantées les unes que les autres, analysées par les commentateurs maison : deux cochons d'Inde omniprésents dans l'émission!

## Distribution
- Stéphane Bellavance : animateur
- Francis-William Rhéaume : comédien maison
- Aurélie Morgane : comédienne maison
- Stéfan Boucher : musicien
- Francis-William Rhéaume : cochon d'Inde mâle (voix)
- Aurélie Morgane : cochon d'Inde femelle (voix)

## Moisi
À chaque émission, l'invité se doit d'apporter un ingrédient ou un repas que l'équipe du Steph show va faire moisir durant quelques semaines. À la fin de la saison, il y a des gagnants dans différentes catégories et le grand gagnant. 

## Grand splash
Lors de la saison 2, ce sont des peintures avec un ingrédient spécial fourni par le public qui doit coller sur la toile avec de la peinture.
 On a pu voir de la litière à chat, de la colle, des bonbons, etc.

## Épisodes

### Saison 1
| №  | Artiste invité                    | Première diffusion | Moisi                | Séries éliminatoires du Moisi                        |
| -- | --------------------------------- | ------------------ | -------------------- | ---------------------------------------------------- |
| 1  | Stéphane Archambault              | 1er octobre 2009   | Poutine et hot-dog   |                                                      |
| 2  | Éric Salvail                      | 8 octobre 2009     | Croquettes de poulet |                                                      |
| 3  | Joey Scarpellino                  | 15 octobre 2009    | Bœuf haché           |                                                      |
| 4  | Chéli Sauvé-Castonguay            | 22 octobre 2009    | Banane               | Éliminé                                              |
| 5  | Patrice Bélanger                  | 29 octobre 2009    | Framboises           |                                                      |
| 6  | Annie Villeneuve                  | 5 novembre 2009    | Pain                 |                                                      |
| 7  | Magalie Lépine-Blondeau           | 12 novembre 2009   | Un poisson           | Éliminé                                              |
| 8  | Jason Roy Léveillée               | 19 novembre 2009   | Cottage cheese       |                                                      |
| 9  | Patrice Coquereau                 | 26 novembre 2009   | Jus de tomate        | Éliminé                                              |
| 10 | Jean Pascal                       | 3 décembre 2009    | Pâtes                |                                                      |
| 11 | Marie-Mai                         | 10 décembre 2009   | Café                 |                                                      |
| 12 | Frédéric Pierre                   | 17 décembre 2009   | Fraises              | Éliminé                                              |
| 13 | Charles Lafortune                 | 7 janvier 2010     | Shish taouk          |                                                      |
| 14 | Sylvie Moreau                     | 14 janvier 2010    | Hamburger non cuit   |                                                      |
| 15 | Pierre Houde                      | 21 janvier 2010    | Pomme de terre       | Éliminé                                              |
| 16 | Alexandre Barrette                | 28 janvier 2010    | Œufs                 |                                                      |
| 17 | Stéphane Crête                    | 4 février 2010     | Steak mince          | Éliminé                                              |
| 18 | Réal Béland                       | 11 février 2010    | Caca d'ours          | Disqualifié                                          |
| 19 | Yan England                       | 18 février 2010    | Cervelle de Veau     | Éliminé                                              |
| 20 | Sophie Cadieux                    | 25 février 2010    | Calmar               | Éliminé                                              |
| 21 | Maxime Desbiens-Tremblay          | 4 mars 2010        |                      | Gagnant Ronde 1 : Les framboises de Patrice Bélanger |
| 22 | Philippe Laprise et Pierre Hébert | 11 mars 2010       |                      |                                                      |
| 23 | Matthieu Proulx                   | 18 mars 2010       |                      |                                                      |
| 24 | Joël Legendre                     | 25 mars 2010       |                      |                                                      |
| 25 | Dhanaé Audet-Beaulieu             | 1er avril 2010     |                      |                                                      |

### Saison 2
| №  | Artiste invité              | Première diffusion |
| -- | --------------------------- | ------------------ |
| 1  | Dominic et Martin           | 1er octobre 2009   |
| 2  | Joannie Rochette            | 8 octobre 2009     |
| 3  | Les Denis Drolet            | 15 octobre 2009    |
| 4  | Charles et François Hamelin | 22 octobre 2009    |
| 5  | François Bernier            | 29 octobre 2009    |
| 6  | India Desjardins            | 5 novembre 2009    |
| 7  | Marie-Chantal Toupin        | 12 novembre 2009   |
| 8  | Alexandre Morais            | 19 novembre 2009   |
| 9  | Jean-Michel Anctil          | 26 novembre 2009   |
| 10 | Mélanie Maynard             | 3 décembre 2009    |
| 11 | Étienne Boulay              | 10 décembre 2009   |
| 12 | Jocelyn Blanchard           | 17 décembre 2009   |
| 13 | Mahée Paiement              | 7 janvier 2010     |
| 14 | Patrice L'Ecuyer            | 14 janvier 2010    |
| 15 | Pierre-Francois Legendre    | 21 janvier 2010    |
| 16 | Les Trois Accords           | 28 janvier 2010    |